# 小谷順子
小谷 順子（こたに じゅんこ、1972年 - ）は、日本の法学者。専門は憲法。静岡大学人文社会科学部教授。

## 略歴
東京都出身。
1994年慶應義塾大学法学部法律学科卒業。1996年同大学院法学研究科公法学専攻修士課程修了。2000年同博士課程単位取得満期退学。
2002年宮崎大学教育文化学部講師。2006年静岡大学人文学部助教授、2007年准教授、2012年人文社会科学部准教授、2013年教授 。

## 著書

### 共編著
- （新井誠, 横大道聡）『地域に学ぶ憲法演習』（日本評論社, 2011年）
- （新井誠, 山本龍彦, 葛西まゆこ, 大林啓吾）『現代アメリカの司法と憲法』（尚学社, 2013年）

### 分担執筆
- （大沢秀介）『はじめての憲法』（成文堂, 2003年）
- （藤井俊夫, 黒川哲志）『はじめての行政法』（成文堂, 2005年）
- （駒村圭吾, 鈴木秀美）『表現の自由Ⅰ - 状況へ』（尚学社, 2011年）
- （金尚均）『ヘイト・スピーチの法的研究』（法律文化社, 2014年）
- （大沢秀介, 新井誠, 横大道聡）『変容するテロリズムと法』（弘文堂, 2017年）